# Rhaphuma joshii
Rhaphuma joshii là một loài bọ cánh cứng trong họ Cerambycidae.